# Gresford
Gresford es una localidad situada en el condado de Wrexham, en Gales (Reino Unido). Según el censo de 2011, tiene una población de 5010 habitantes.
Está ubicada al noreste de Gales, a poca distancia de la frontera con Inglaterra y del mar de Irlanda.
Las campanas de la Iglesia de Todos los Santos (All Saints Church), edificio con máxima protección legal (Grado I), son consideradas tradicionalmente una de las siete maravillas de Gales.